# Davorin Hostnik
Davorin Martin Matvejevič Hostnik, slovenski publicist, prevajalec,  filolog  in pedagog; * 14. september 1853, Podroje 7 v občini Šmartno pri Litiji, † 26. marec 1929, Rilsk, Rusija.
Hostnik je na prelomu 19. in 20. stoletja pomembno prispeval h krepitvi slovensko-ruskih kulturnih in znanstvenih stikov, Med drugim je avtor prvega rusko-slovenskega in slovensko-ruskega slovarja s kratkima slovnicama obeh jezikov. Davorin Hostnik velja za osrednjega romanista in prevajalca v sedemdesetih letih 19. stoletja na Slovenskem. Iz nemščine, francoščine in italijanščine je prevedel trinajst del.

## Življenjepis
Davorin Hostnik se je rodil v kmečki družini v vasi Podroje. Bil je peti od dvanajstih otrok. Ljudsko šolo je obiskoval v Šmartnem pri Litiji, ki je bila tedaj ena redkih na širšem območju in je uživala velik ugled, zato so jo obiskovali tudi učenci iz Zagorja, Kamnika in celo Ljubljane. 
Hostnik je nadaljeval šolanje na gimnaziji v Ljubljani. Kljub težkim razmeram je študiral sijajno in šest gimnazijskih razredov končal z odliko, vendar je šolanje za nekaj časa prekinil. Ker je bil odličen v znanju jezikov in ga je zanimala širša družbena problematika, je postal sodelavec pri Slovenskem narodu in se začel ukvarjati s prevajanjem. Pri časopisu, ki ga je urejal Jurčič, je prvič sodeloval med letoma 1872 in 1873, drugič pa po služenju vojaškega roka od jeseni 1876 do jeseni 1877. Leta 1873 je Davorin kot kadet vstopil v 46. pešpolk v Trstu. Želel je postati častnik in ostati v vojaški službi. Zaradi pomislekov glede ubijanja in zaradi očesne bolezni je kasneje vojsko zapustil. Po maturi v Celju je nadaljeval s študijem na dunajski filozofski fakulteti, kjer je vpisal študij klasičnih jezikov.  
Hostnik je že v času študija kazal simpatije do Rusije. Zanimali so ga Slovenci, ki so na povabilo Slovanskega učiteljskega instituta iz Sankt Petersburga že odšli v Rusijo za učitelje klasičnih jezikov, ki jih je v tistem času v Rusiji primanjkovalo. Med prvimi je tja odšel Hostnikov rojak Jernej Brezovar iz Šmartnega.
Bil je pet let starejši od Hostnika in je prej končal dunajsko univerzo. Po enoletnem usposabljanju v Slovanskem učiteljskem institutu v Sankt Peterburgu je bil Brezovar poslan za učitelja na klasično gimnazijo v Kursk. Na njegovo prigovarjanje se je leta 1879 tudi Hostnik nenadoma odločil in odpotoval v Rusijo. Postal je domači učitelj pri graščakinji Teplovi, vdovi bratranca ruskega pisatelja Turgenjeva, kateri ga je priporočil prav Brezovar. Že naslednje leto je na univerzi v Harkovu opravil izpite in dobil še rusko diplomo. Najprej je bil kratek čas profesor na gimnaziji v Borisoglebsku, nato pa na novoustanovljeni gimnaziji v Rilsku, kjer je poučeval francoski, nemški, latinski in starogrški jezik.
Hostnik se je poročil v Rusiji leta 1887 in imel pet otrok: hčere Aleksandro, Milico in Olgo ter sinova Vladimirja in Mitrofana. Žena mu je umrla leta 1899 in tako je ostal sam s svojimi otroki. Leta 1910 se je ponovno poročil, in sicer z Olgo Nikolajevno. Tako si je v Rusiji ustvaril dom in družino in tam ostal do konca življenja. Na stara leta se je ukvarjal z botaniko in vrtnarstvom ter prejel več priznanj tudi za svoj botanični vrt. Umrl je 26. marca 1929 v Rilsku in bil tam tudi pokopan.
Leta 2003 je bil na pobudo in v organizaciji Ustvarjalnega središča Breznikar iz Šmartnega pri Litiji, ki hrani dokumentarno gradivo o njem, v tamkajšnjem Kulturnem domu mednarodni simpozij, posvečen 150-letnici rojstva Davorina Hostnika, na katerem so slovenski in ruski zgodovinarji in slavisti osvetlili njegovo življenje in delo.
29. maja 2019 mu je v Šmartnem pri Litiji ruski zunanji minister Sergej Lavrov odkril spomenik, julija pa so na Gradu Bogenšperk odprli Rusko-slovenski center Davorina Hostnika.

## Delo

### Prevajalsko delo
Že v času prvega sodelovanja z Jurčičevim Slovenskim narodom je za podlistek tega časopisa prevedel nekatera francoska dela, ki so izšla tudi v knjižni obliki, v tako imenovani zbirki Listki. Hostnik in Jurčič sta leta 1873 v knjižni obliki izdala prvo francosko leposlovno delo v slovenskem prevodu, česar se tedaj najbrž niti nista zavedala: roman Meta Holdenis pisca Victorja Cherbulieza. Sicer pa je v sedemdesetih letih Hostnik, po naročilu Dramatičnega društva v Ljubljani, prevajal gledališka dela, ki so jih uprizarjali v Narodni čitalnici v Ljubljani. Prevajal je francoska, nemška in italijanska dela; med drugim je poslovenil dramo Marie-Jeanne, burko Krojač Fips, veseloigro Kozarec vode, Cvrček, Star samec in Lowoodska sirota. Poslovenil je tudi Goldonijevo burko Sluga dveh gospodov, ki je sploh prvo italijansko delo igrano na slovenskem odru. Večina Hostnikovih prevodov za gledališče je izšla v zbirki Slovenska Talija. V to obdobje Hostnikovega ustvarjanja sodi tudi prevod Verneovega romana Potovanje okoli sveta v osemdesetih dneh, ki ga je poslovenil po naročilu Slovenske matice, in je izšlo v slovenskem prevodu (1878) pet let po izidu izvirnika.

### Publicistično delo
Davorin Hostnik je sodeloval kot prevajalec in publicist s Slovenskim narodom, pisal je tudi v Ljubljanski zvon, tržaško Edinost, zlasti pa v Slovanski svet. Pri ruskih bralcih pa je poskušal vzbuditi zanimanje za Slovenijo s članki, ki so izhajali v Izvestjih.
V publicistiki je uporabljal psevdonima Martin Matvejevič in Krutorogov.  

### Slovaropisje in slovnica
Hostnikovo najpomembnejše delo sta dvojezična slovarja, v katerih je združil ljubezen do slovenskega in ruskega jezika. Pripravo slovensko-ruskega in rusko-slovenskega slovarja mu je zaupalo Peterburško slovansko dobrodelno društvo. V predgovoru rusko-slovenskemu slovarju s kratko slovnico ruskega jezika, ki je izšel v Gorici 1897, je Hostnik označil njegov pomen za Slovence takole: »S to knjigo izročam svojim dragim rojakom priročnik, ki jim bo omogočil, da se bodo naučili jezika največjega in najmogočnejšega slovanskega naroda in da bodo črpali neizmerna bogastva ruske literature iz prvih virov.«
Posebno pozornost je posvetil ruski slovnici. »Rusko slovnico za Slovence sem zelo skrbno sestavljal, opirajoč se na Zgodovinsko slovnico ruskega jezika Buslajeva in na znanstvena dela pokojnega akademika Grota. Sploh sem podrobno obdelal vse tisto, kar je pri učenju ruščine meni povzročalo težave ali dvome, ker sem mislil, da se bo v takem položaju kot jaz počutil vsak Slovenec,« je med drugim zapisal izdajateljski komisiji Slovanskega dobrodelnega društva. Slovarja so se zelo razveselili slovenski izobraženci. Drugi slovar, slovensko-ruski s slovensko slovnico, je začel sestavljati takoj po prvem. Namenjen je bil ruskim izobražencem. Hostnik je izrazil upanje, da bo to njegovo delo prispevalo k temu, da bodo tudi ruski študenti študirali slovenski jezik. Leta 1901 je izšel v Gorici in je bil pri ruskih znanstvenikih deležen številnih pohval: za slovnici slovenskega jezika so Davorinu Hostniku in sinu Vladimiru leta 1918 podelili celo nagrado Ruske akademije znanosti. Tudi v Sloveniji je bil Hostnikov slovensko-ruski slovar sprejet z navdušenjem, pri čemer je bil poudarjen velik slovansko-kulturni pomen tega dela.